# Tjemme Bijlsma
Tjemme Bijlsma (Aalst, 11 maart 2007) is een Nederlands voetballer die als doelman voor FC Den Bosch speelt.

## Carrière
Bijlsma komt al sinds zijn elfde uit voor FC Den Bosch, alwaar hij startte in de -12 lichting. In mei 2023 werd hij uitgenodigd voor een trainingskamp van Oranje Futures -16, een jeugdteam van het Nederlands Elftal. 
Na in het seizoen 2023-2024 dertien keer bij de selectie te hebben gezeten tekende hij op 16 mei 2024 zijn eerste contract. Tot de zomer van 2027. Zijn officiële debuut maakte Bijlsma op 13 september 2024. In de door FC Den Bosch met 2-0 gewonnen thuiswedstrijd tegen ADO Den Haag verving hij in de zeventigste minuut de met kramp uitgevallen Mees Bakker. Daarmee was Bijlsma al de derde doelman die de Bosschenaren moesten inzetten in het nog prille seizoen, nadat eerder op de training eerste doelman Pepijn van de Merbel geblesseerd was afgehaakt. Een week later kreeg Bakker thuis tegen FC Emmen (1-0) wederom kramp, waardoor de zeventienjarige na tweeëntachtig minuten wederom mocht invallen. In april raakte de doelman licht geblesseerd aan zijn knie.

## Statistieken
| Seizoen                          | Club           | Land           | Competitie     | Competitie | Competitie | Beker | Beker | Totaal | Totaal |
| Seizoen                          | Club           | Land           | Competitie     | Wed.       | Dlp.       | Wed.  | Dlp.  | Wed.   | Dlp.   |
| -------------------------------- | -------------- | -------------- | -------------- | ---------- | ---------- | ----- | ----- | ------ | ------ |
| 2024/25                          | FC Den Bosch   | Nederland      | Eerste divisie | 2          | 0          | 0     | 0     | 2      | 0      |
| Carrièretotaal                   | Carrièretotaal | Carrièretotaal | Carrièretotaal | 2          | 0          | 0     | 0     | 2      | 0      |
| Bijgewerkt t/m 25 september 2024 |                |                |                |            |            |       |       |        |        |